# 諸橋隼人
諸橋 隼人（もろはし はやと、）は、日本の脚本家。東京都出身。日本脚本家連盟スクールを卒業、現在は株式会社アンドリーム所属。第19回フジテレビヤングシナリオ大賞で最終選考に残る。　
主なテレビドラマ作品には「世にも奇妙な物語」、「アイゾウ警視庁・心理分析捜査班」、「テイオーの長い休日」、「アンサンブル」等がある。中でも2019年11月9日に放送された「世にも奇妙な物語　恋の記憶、止まらないで」は、放映直後から原点回帰したコワさだったとSNSで話題沸騰した作品で、2025年5月31日に放映された「世にも奇妙な物語 35周年SP〜伝説の名作 一夜限りの復活編〜」でも、ファンの人気の高い作品の5作のひとつとして選ばれた。
テレビドラマの他にも2021年から「サザエさん」の脚本に携わっており、様々なジャンルで活躍の幅を広げている。

## 作品

### ドラマ
- パフェちっく！（2019、フジテレビ）
- 世にも奇妙な物語’19 秋の特別編「ソロキャンプ」（2019、フジテレビ）
- 世にも奇妙な物語’19 秋の特別編「恋の記憶、止まらないで」（2019、フジテレビ）
- 世にも奇妙な物語 '20夏の特別編「しみ」（2020、フジテレビ）
- 闇部REAL（2022、Leminoドラマ）
- 星から来たあなた(2022、amazonプライムビデオ）
- アイゾウ警視庁・心理分析捜査班（2022、フジテレビ）
- テッパチ！（2022、フジテレビ）
- SDGs17のストーリー「彼女が愛した絵本」／日本生命オリジナル ショートムービー（2022）
- もしも、この気持ちを恋と呼ぶなら…。（2022、朝日放送テレビ）
- ひともんちゃくなら喜んで！（2023、朝日放送テレビ）
- アイゾウ警視庁・心理分析捜査班 スペシャル（2023、フジテレビ）
- テイオーの長い休日（2023、フジテレビ）
- 院内警察（2024、フジテレビ）
- 世にも奇妙な物語 '24夏の特別編「追憶の洋館」（2024、フジテレビ）
- ACMA:GAME アクマゲーム「新たな鍵」（2024、Huluオリジナルストーリー）
- REAL 恋愛殺人捜査班（2024、フジテレビ）
- アンサンブル（2025、日本テレビ）
- ホラープラネタリウム ふり返りの旋律（2025、プラネタリウムにて上映）

### アニメ
- おしえて北斎！（2021）シリーズ構成
- サザエさん（2021 - ）
- ドラえもん（2022 - ）

### 小説
- レイワ怪談 十六夜の章（2020）
- レイワ怪談 青月の章（2021）

### その他
- 世界で一番怖い答え （2023、フジテレビ）※問題制作